# Rogownica

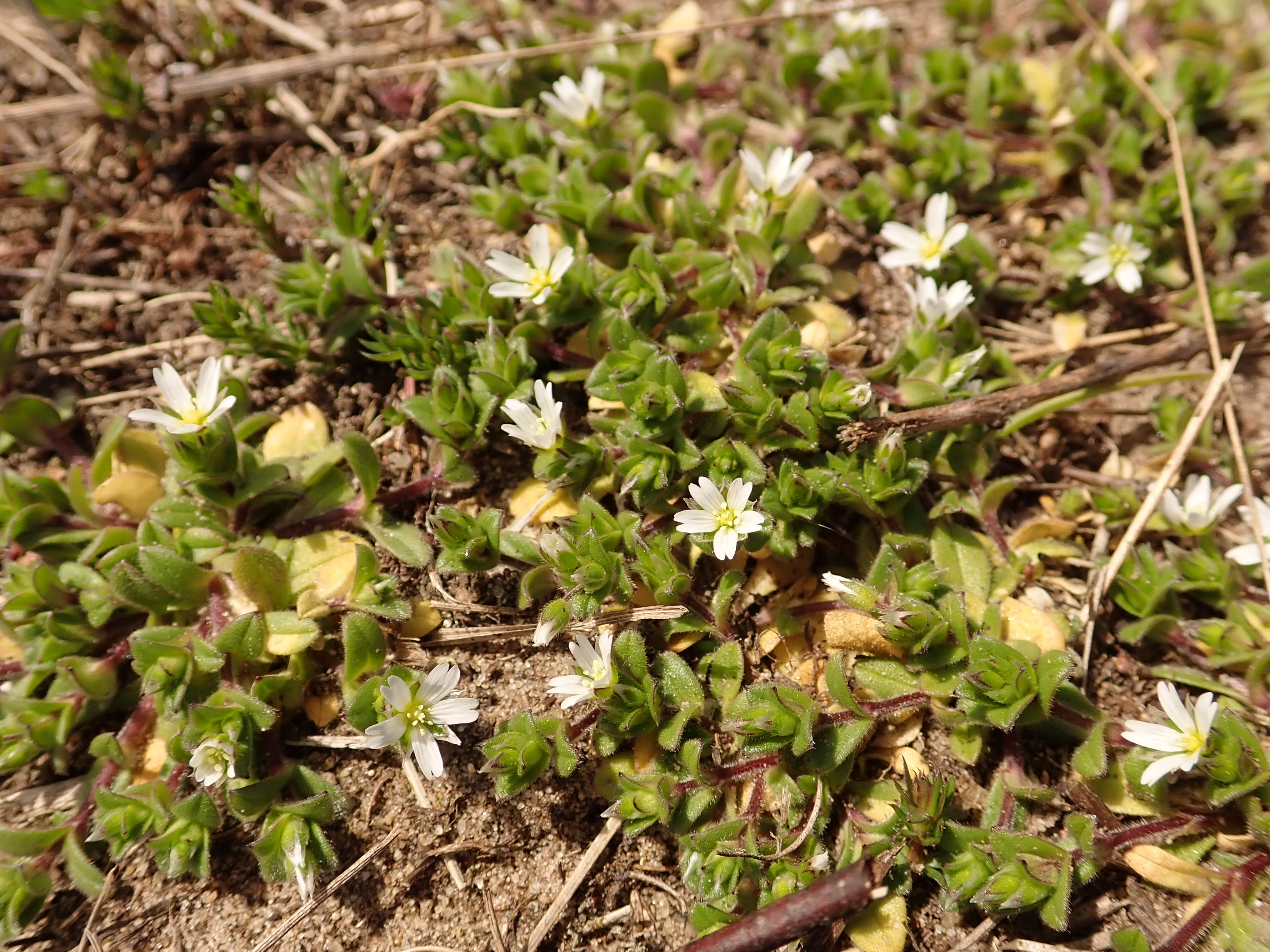
Rogownica pięciopręcikowa

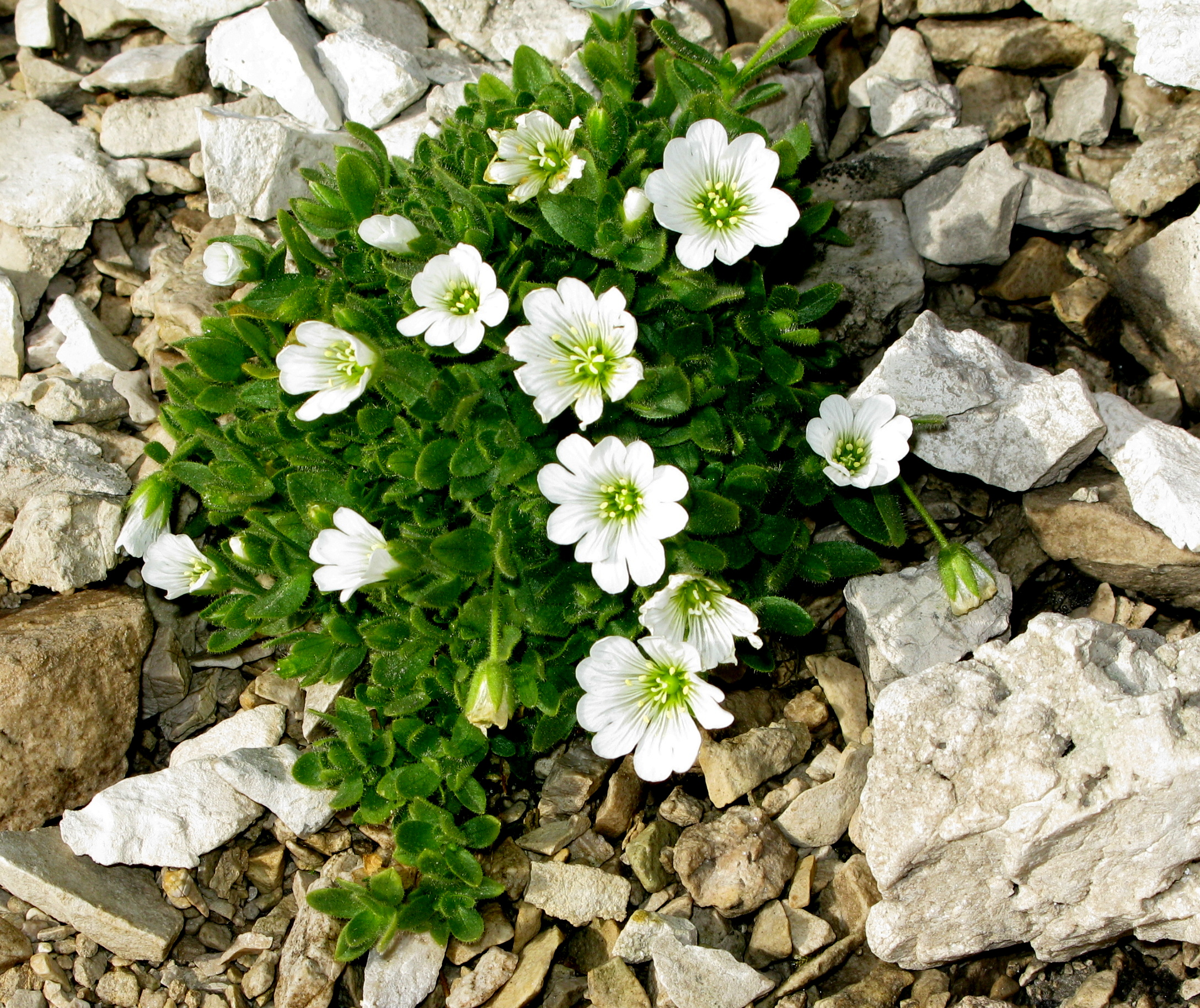
Rogownica szerokolistna

Rogownica (Cerastium L.) – rodzaj roślin należący do rodziny goździkowatych. Obejmuje ponad 200 gatunków. Są to rośliny zielne (jednoroczne i byliny) występujące głównie na obszarze klimatu umiarkowanego półkuli północnej. Rośliny te rosną w miejscach skalistych, na terenach górskich, na wydmach, w murawach i na świeżych łąkach. Niektóre gatunki uznawane za chwasty.
Szereg roślin z tego rodzaju uprawianych jest jako rośliny ozdobne, zwłaszcza rogownica kutnerowata C. tomentosum, poza tym rogownica Biebersteina C. biebersteinii, banacka C. banaticum.

## Rozmieszczenie geograficzne

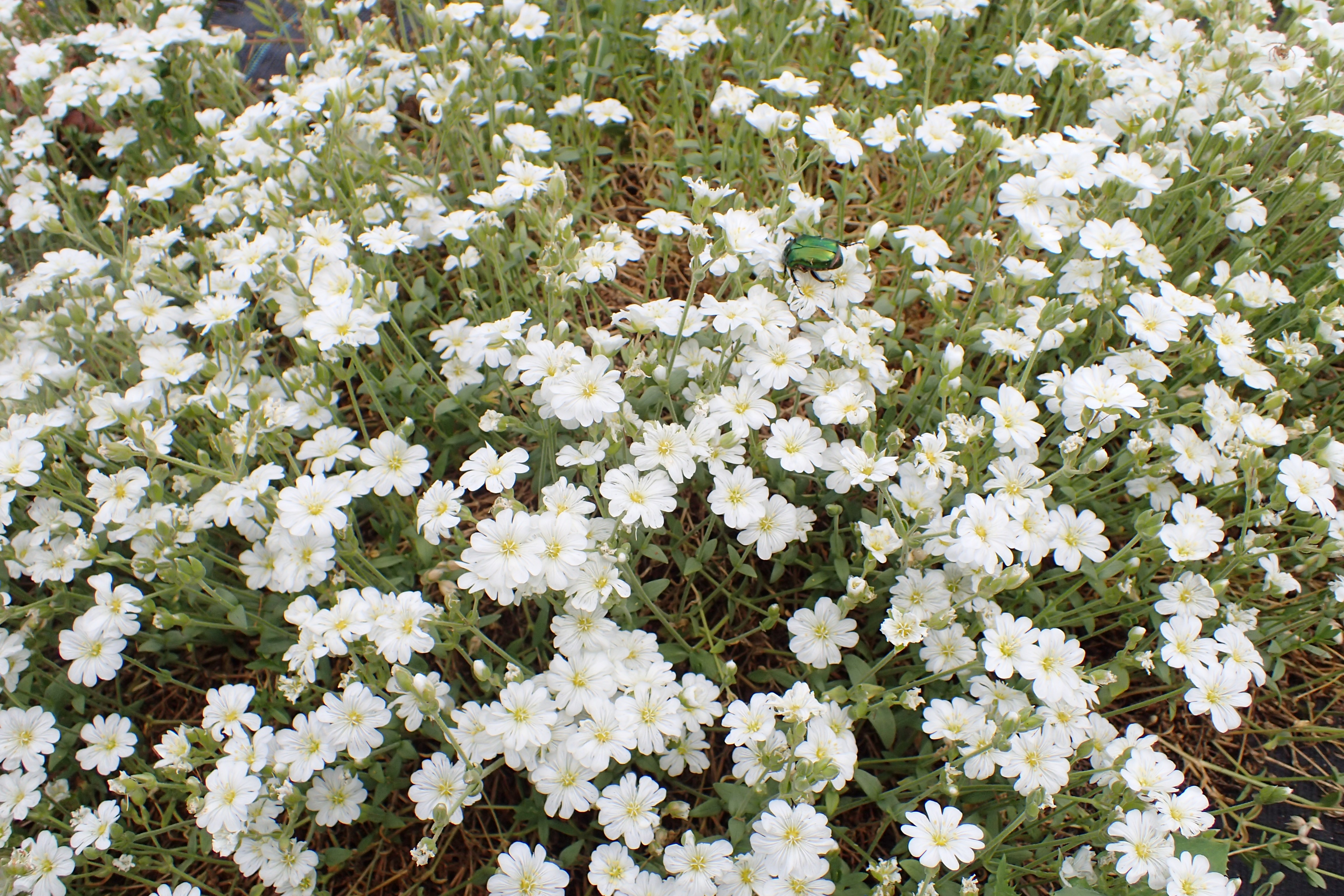
Rogownica banacka

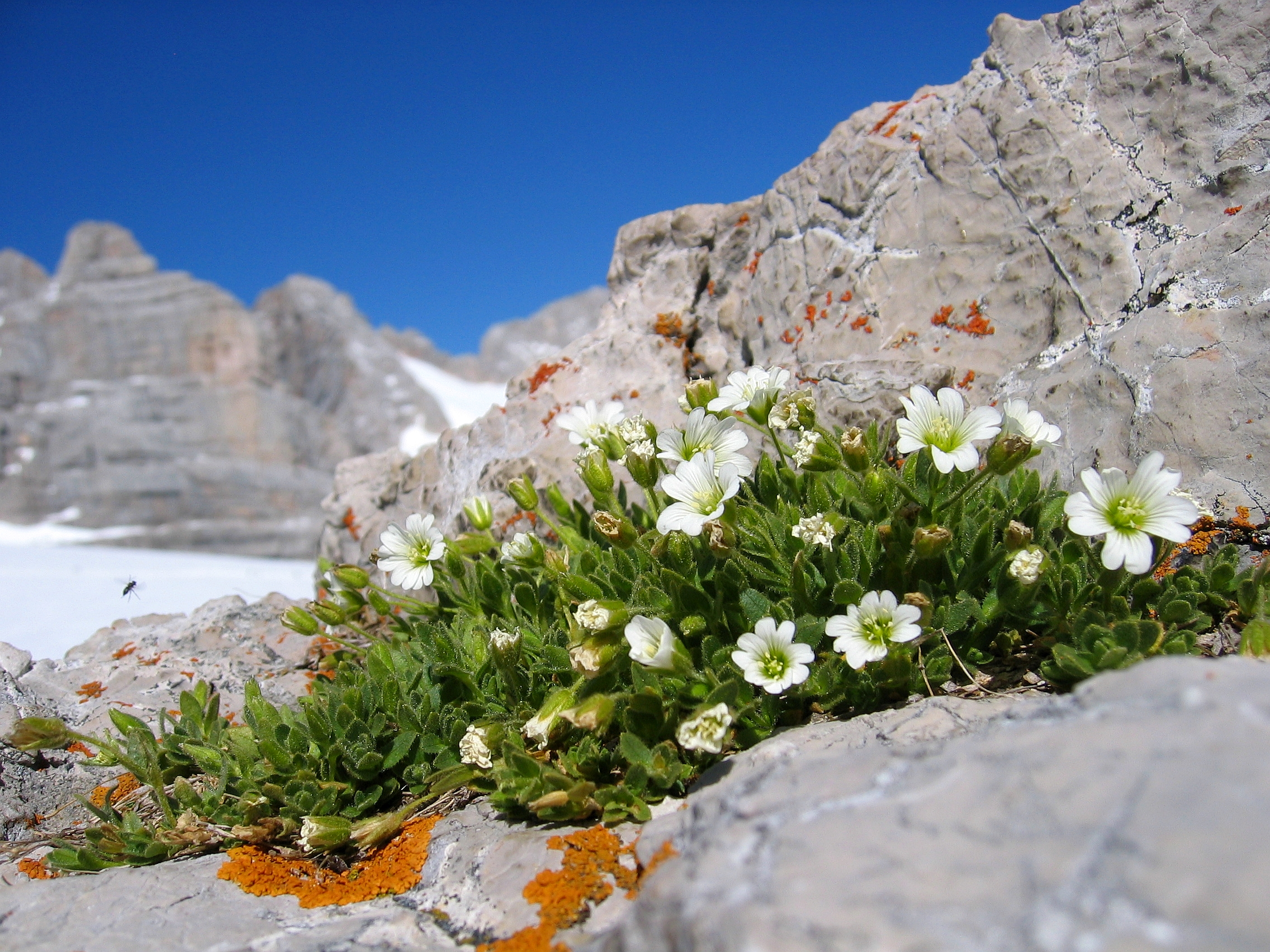
Rogownica jednokwiatowa

Przedstawiciele rodzaju są szeroko rozprzestrzenieni, zwłaszcza na półkuli północnej w strefie klimatu umiarkowanego. Niektóre gatunki są niemal kosmopolityczne. Brak przedstawicieli rodzaju na nizinnych obszarach strefy równikowej (Amazonia, zachodnia i środkowa Afryka, zachodnia i środkowa część Półwyspu Indochińskiego, Borneo i Sumatra), brak ich też lub występują tylko rośliny introdukowane na Antylach, w Australii i Nowej Zelandii. W Europie obecnych jest 58 gatunków, w Ameryce Północnej (na północ od Meksyku) jest ich 27, w Chinach rośnie 13 gatunków.
W Polsce występuje w naturze 17 gatunków. W ujęciu bazy taksonomicznej Plants of the World online dwa z tych taksonów zaliczane są do odrębnego rodzaju Dichodon, a dwa mają zakwestionowaną rangę gatunkową.
Lista zgodna z ujęciem taksonomicznym według Krytycznej listy roślin naczyniowych Polski. Dla taksonów różniących się od ujęcia we współczesnych bazach taksonomicznych – alternatywna nazwa naukowa taksonu podana jest w drugiej pozycji:

- rogownica alpejska Cerastium alpinum L.
- rogownica drobna Cerastium pumilum Curtis s.s.
- rogownica drobnokwiatowa Cerastium brachypetalum Desp. ex Pers.
- rogownica jednokwiatowa Cerastium uniflorum Clairv.
- rogownica lepka Cerastium dubium (Bastard) Guépin ≡ Dichodon viscidum (M.Bieb.) Holub
- rogownica leśna Cerastium sylvaticum Waldst. & Kit.
- rogownica murawowa Cerastium glutinosum F.W. Schultz ≡ Cerastium pumilum var. glutinosum (Wahlenb.) E.Rico
- rogownica pięciopręcikowa Cerastium semidecandrum L.
- rogownica polna Cerastium arvense L.
- rogownica pospolita Cerastium holosteoides Fr. em. Hyl.
- rogownica Raciborskiego Cerastium tatrae Borbás
- rogownica skupiona Cerastium glomeratum Thuill.
- rogownica szerokolistna Cerastium latifolium L.
- rogownica trójszyjkowa Cerastium cerastoides (L.) Britton ≡ Dichodon cerastoides (L.) Rchb.
- rogownica watowata Cerastium eriophorum Kit.
- rogownica wielkoowockowa Cerastium macrocarpum Schur em. Gartner ≡ Cerastium holosteoides Fr. em. Hyl.
- rogownica źródlana Cerastium fontanum Baumg.

## Morfologia

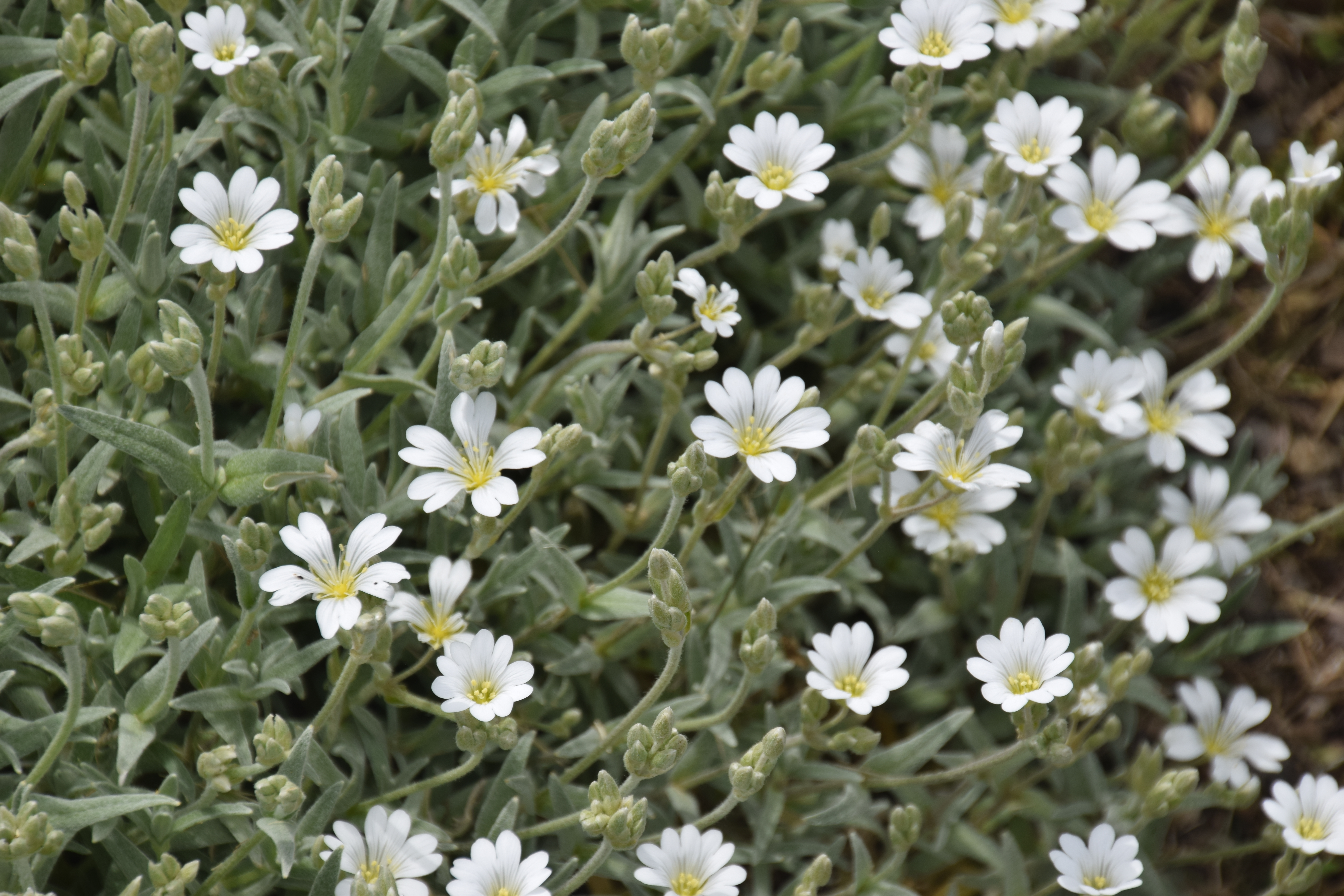
Rogownica kutnerowata

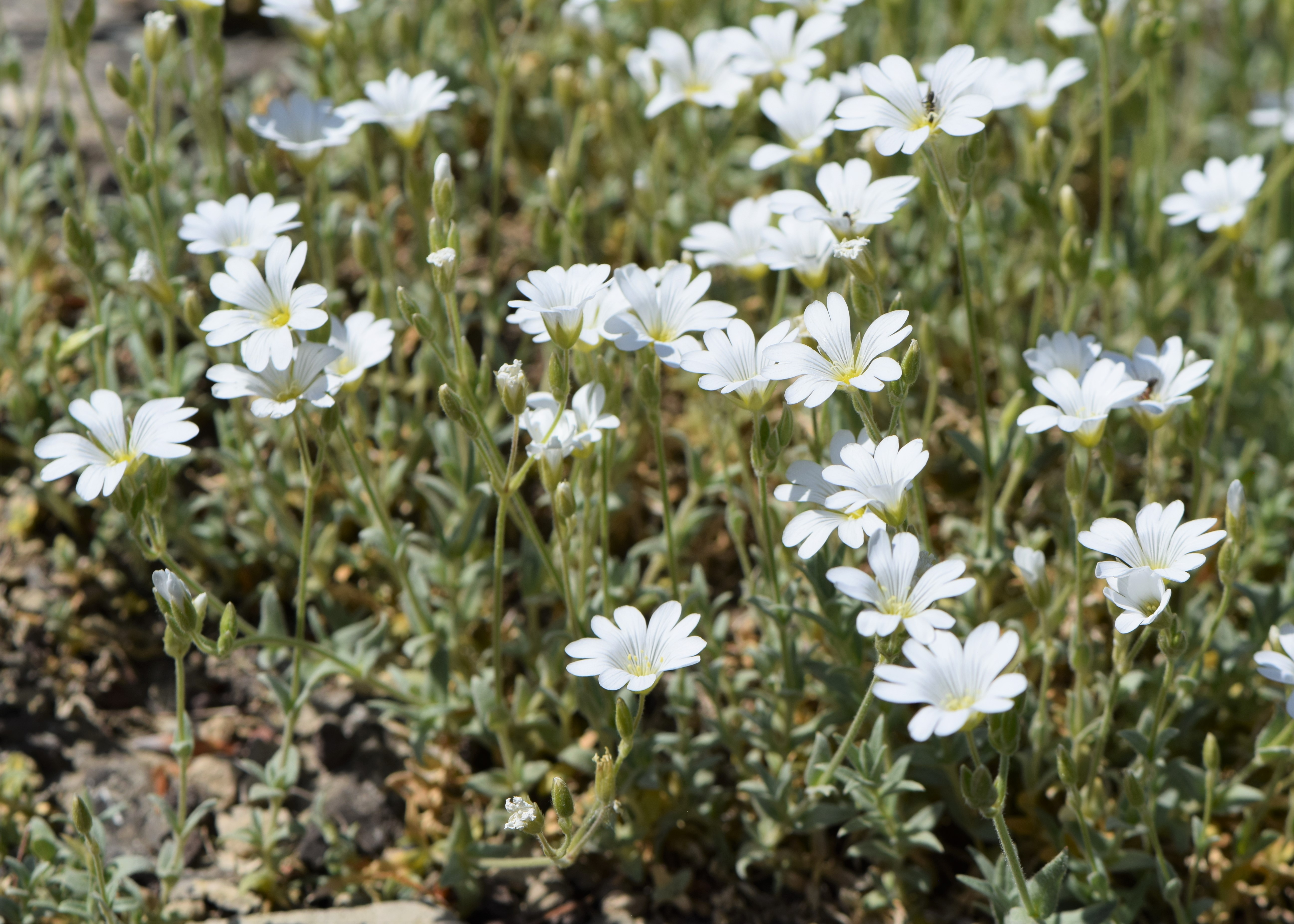
Cerastium gibraltaricum

PokrójRośliny zielne zwykle do 15 cm wysokości, zwykle owłosione (nierzadko srebrzyście), także gruczołowato, rzadko nagie. Łodygi u nasady czasem nieco drewniejące, często skupione, tworzą różnej wielkości kępy. U bylin płożą się i zwykle korzenią w węzłach.
LiścieNaprzeciwległe, jajowate, eliptyczne, lancetowate do równowąskich. Z 1 do 5 wiązkami przewodzącymi.
KwiatySkupione w szczytowy kwiatostan w formie luźnej lub gęstej wierzchotki, rzadko kwiaty są pojedyncze. Działki kielicha są wolne, w liczbie 5, rzadko 4. Płatki korony są zwykle białe, w liczbie 5, rzadko 4, a rzadko brak ich zupełnie. Na szczycie płatki są zwykle głęboko wcięte, rzadko całobrzegie. Pręciki w liczbie 10, rzadko 5 lub 3. Zalążnia górna, jednokomorowa, z licznymi zalążkami. Szyjek słupka jest 5 (u gatunków wyodrębnionych w rodzaj Dichodon, a dawniej tu zaliczanych są trzy szyjki).
OwoceCylindryczne, żółknące podczas dojrzewania torebki zawierające liczne nasiona. Często nieco wygięte. Zwykle schowane w trwałym kielichu. Otwierają się 10 ząbkami (u gatunków wyodrębnionych w rodzaj Dichodon, a dawniej tu zaliczanych ząbków jest 6). Ząbki są zwykle nieco zagięte, czasem proste lub odgięte. Nasiona są kuliste lub nerkowate, bocznie nieco ścieśnione, pomarańczowe do brązowych.

## Systematyka
Pozycja systematyczna
Rodzaj z rodziny goździkowatych (Caryophyllaceae), w którym klasyfikowany jest do podrodziny Alsinoideae i plemienia Alsineae. Rodzaj jest monofiletyczny, ale po korekcie polegającej na odłączeniu gatunków tworzących dawniej podrodzaj Dichodon, współcześnie wyodrębnianych w rodzaj Dichodon (Bartl. ex Rchb.) Rchb. Rodzaj Cerastium (w wąskim ujęciu, odpowiadającym tradycyjnie wyróżnianemu podrodzajowi Cerastium) okazał się siostrzany względem rodzaju menchia Moenchia, podczas gdy gatunki z rodzaju Dichodon są siostrzane względem rodzaju mokrzycznik Holosteum, ewentualnie zajmują pozycję bazalną w obrębie tej grupy rodzajów, z kolejno oddzielającymi się rodzajami Holosteum, Moenchia i Cerastium.
Wykaz gatunków
- Cerastium afromontanum T.C.E.Fr.
- Cerastium akiyoshiense Kadota
- Cerastium aleuticum Hultén
- Cerastium alexeenkoanum Schischk.
- Cerastium alpinum L. – rogownica alpejska
- Cerastium alsinifolium Tausch
- Cerastium amanum P.H.Davis
- Cerastium andinum Benth.
- Cerastium apuanum Parl.
- Cerastium arabidis E.Mey. ex Fenzl
- Cerastium araraticum Rupr.
- Cerastium arcticum Lange
- Cerastium argenteum M.Bieb.
- Cerastium argentinum (Pax) F.N.Williams
- Cerastium armeniacum Gren.
- Cerastium arvense L. – rogownica polna
- Cerastium atlanticum Durieu
- Cerastium axillare Correll
- Cerastium azerbaijanicum Poursakhi, Assadi & F.Ghahrem.
- Cerastium azoricum Hochst. ex Seub.
- Cerastium baischanense Y.C.Chu
- Cerastium banaticum (Rochel) Heuff. – rogownica banacka
- Cerastium barberi B.L.Rob.
- Cerastium beeringianum Cham. & Schltdl.
- Cerastium behmianum Muschl.
- Cerastium bialynickii Tolm.
- Cerastium biebersteinii DC. – rogownica Biebersteina
- Cerastium × blyttii Baenitz
- Cerastium boissierianum Greuter & Burdet
- Cerastium borisii Zakirov
- Cerastium brachypetalum Desp. ex Pers. – rogownica drobnokwiatowa
- Cerastium brachypodum (Engelm. ex A.Gray) B.L.Rob. ex Britton
- Cerastium brevicarpicum Rusby
- Cerastium × brueggerianum Dalla Torre & Sarnth.
- Cerastium bulgaricum Uechtr.
- Cerastium cacananense Möschl
- Cerastium candicans Wedd.
- Cerastium candidissimum Correns
- Cerastium capense Sond.
- Cerastium capillatum I.V.Sokolova
- Cerastium carinthiacum Vest
- Cerastium caucasicum Fisch. ex Ser.
- Cerastium chlorifolium Fisch. & C.A.Mey.
- Cerastium comatum Desv.
- Cerastium commersonianum Ser.
- Cerastium consanguineum Wedd.
- Cerastium crassipes Bartl.
- Cerastium crassiusculum Klokov
- Cerastium cuatrecasasii Sklenár
- Cerastium cuchumatanense D.A.Good
- Cerastium cylindricum Poursakhi & Assadi
- Cerastium dagestanicum Schischk.
- Cerastium danguyi J.F.Macbr.
- Cerastium davuricum Fisch. ex Spreng.
- Cerastium decalvans Schloss. & Vuk. – rogownica naga
- Cerastium deschatresii Greuter, N.Böhling & Ralf Jahn
- Cerastium dichotomum L.
- Cerastium dicrotrichum Fenzl ex Rohrb.
- Cerastium diffusum Pers.
- Cerastium dinaricum Beck & Szyszyl.
- Cerastium dominici Favarger
- Cerastium elbrusense Boiss.
- Cerastium elongatum Pursh
- Cerastium emesenum Mouterde
- Cerastium eriophorum Kit. ex Schult. – rogownica watowata
- Cerastium falcatum (Gren.) Bunge ex Fenzl
- Cerastium fastigiatum Greene
- Cerastium filifolium Vest
- Cerastium fischerianum Ser.
- Cerastium floccosum Benth.
- Cerastium fontanum Baumg. – rogownica źródlana
- Cerastium fragillimum Boiss.
- Cerastium furcatum Cham. & Schltdl.
- Cerastium gibraltaricum Boiss.
- Cerastium glabratum Hartm.
- Cerastium glomeratum Thuill. – rogownica skupiona
- Cerastium gnaphalodes Fenzl
- Cerastium gracile Dufour
- Cerastium grandiflorum Waldst. & Kit. – rogownica wielkokwiatowa
- Cerastium guatemalense Standl.
- Cerastium haussknechtii Boiss. & Hausskn.
- Cerastium hemschinicum Schischk. – rogownica armeńska
- Cerastium hieronymi Pax
- Cerastium hintoniorum B.L.Turner
- Cerastium holosteoides Fr. – rogownica pospolita
- Cerastium humifusum Cambess.
- Cerastium ibukiense (Ohwi) Kadota
- Cerastium igoschiniae Pobed.
- Cerastium illyricum Ard.
- Cerastium imbricatum Kunth
- Cerastium inflatum Gren.
- Cerastium julicum Schellm.
- Cerastium junceum Möschl
- Cerastium juniperorum Standl. & Steyerm.
- Cerastium kasbek Parrot
- Cerastium krylovii Schischk. & Gorczak.
- Cerastium kunthii Briq.
- Cerastium lacaitae Barberis, Bechi & Miceli
- Cerastium lanceolatum (Poir.) Volponi
- Cerastium latifolium L. – rogownica szerokolistna
- Cerastium lazicum Boiss.
- Cerastium ligusticum Viv.
- Cerastium limprichtii Pax & K.Hoffm.
- Cerastium lineare All.
- Cerastium lithospermifolium Fisch.
- Cerastium longifolium Willd.
- Cerastium macranthum Boiss.
- Cerastium macrocalyx Buschm.
- Cerastium madagascariense Pax
- Cerastium madrense S.Watson
- Cerastium malyi (T.Georgiev) Niketic
- Cerastium maximum L.
- Cerastium meridense Linden & Planch.
- Cerastium meyerianum Rupr.
- Cerastium microspermum C.A.Mey.
- Cerastium moesiacum Friv.
- Cerastium mollissimum Poir.
- Cerastium morrisonense Hayata
- Cerastium mucronatum Wedd.
- Cerastium multiflorum C.A.Mey.
- Cerastium nanum Muschl.
- Cerastium nemorale M.Bieb.
- Cerastium neoscardicum Niketic
- Cerastium nigrescens (H.C.Watson) Edmondston ex H.C.Watson
- Cerastium novoguinense Gilli
- Cerastium nutans Raf.
- Cerastium obovatum Larrañaga
- Cerastium octandrum Hochst. ex A.Rich.
- Cerastium odessanum Klokov
- Cerastium oreades Schischk.
- Cerastium orithales Schltdl.
- Cerastium × oxoniense Druce
- Cerastium papuanum Schltr. ex Mattf.
- Cerastium parvipetalum Hosok.
- Cerastium parvum (Pedersen) M.T.Sharples & E.A.Tripp
- Cerastium pauciflorum Steven ex Ser.
- Cerastium pedunculare Bory & Chaub.
- Cerastium pedunculatum Gaudin
- Cerastium perfoliatum L.
- Cerastium peruvianum Muschl.
- Cerastium pisidicum Ayasligil & Kit Tan
- Cerastium polymorphum Rupr.
- Cerastium ponticum Albov
- Cerastium porphyrii Schischk.
- Cerastium pospichalii Soldano & F.Conti
- Cerastium × pseudalpinum Murr
- Cerastium pumilum Curtis – rogownica drobna
- Cerastium purpurascens Adams
- Cerastium purpusii Greenm.
- Cerastium pusillum Ser.
- Cerastium qingliangfengicum H.W.Zhang & X.F.Jin
- Cerastium ramigerum Bartl.
- Cerastium ramosissimum Boiss.
- Cerastium rectum Friv.
- Cerastium regelii Ostenf.
- Cerastium × richardsonii Druce
- Cerastium rivulare Cambess.
- Cerastium rivulariastrum Möschl & Pedersen
- Cerastium ruderale M.Bieb.
- Cerastium runemarkii Möschl & Rech.f.
- Cerastium saccardoanum Diratz.
- Cerastium scaposum Boiss. & Heldr.
- Cerastium scaranii Ten.
- Cerastium schizopetalum Maxim.
- Cerastium schmalhausenii Pacz.
- Cerastium selloi Schltdl. ex Rohrb.
- Cerastium semidecandrum L. – rogownica pięciopręcikowa
- Cerastium siculum Guss.
- Cerastium sinaloense D.A.Good
- Cerastium sinicum Nakai
- Cerastium smolikanum Hartvig
- Cerastium soleirolii Ser. ex Duby
- Cerastium soratense Rohrb.
- Cerastium sosnowskyi Schischk.
- Cerastium spathulatum Pers.
- Cerastium subciliatum Gartner
- Cerastium subpilosum Hayata
- Cerastium subspicatum Wedd.
- Cerastium subtetrandrum (Lange) Murb. – rogownica czterokątna
- Cerastium subtriflorum (Rchb.) Pancher
- Cerastium sugawarae Koidz. & Ohwi
- Cerastium supramontanum Arrigoni
- Cerastium sventenii Jalas
- Cerastium sylvaticum Waldst. & Kit. – rogownica leśna
- Cerastium × symei Druce
- Cerastium szechuense F.N.Williams
- Cerastium szowitsii Boiss.
- Cerastium takasagomontanum Masam.
- Cerastium taschkendicum Adylov & Vved.
- Cerastium tatrae Borbás – rogownica Raciborskiego
- Cerastium terrae-novae Fernald & Wiegand
- Cerastium texanum Britton
- Cerastium theophrasti Merxm. & Strid
- Cerastium thomasii Ten.
- Cerastium thomsonii Hook.f.
- Cerastium tianschanicum Schischk.
- Cerastium tolucense D.A.Good
- Cerastium tomentosum L. – rogownica kutnerowata
- Cerastium transsilvanicum Schur – rogownica siedmiogrodzka
- Cerastium trianae Briq.
- Cerastium trichocalyx Muschl.
- Cerastium × triculinum A.Nyár. & Prodan
- Cerastium tucumanense Pax
- Cerastium undulatifolium Sommier & Levier
- Cerastium uniflorum Clairv. – rogownica jednokwiatowa
- Cerastium utriense Barberis
- Cerastium vagans Lowe
- Cerastium velutinum Raf.
- Cerastium venezuelanum Briq.
- Cerastium verecundum Ravenna
- Cerastium verticifolium R.L.Dang & X.M.Pi
- Cerastium viride A.Heller
- Cerastium viscatum (Montel.) Jalas
- Cerastium vourinense Möschl & Rech.f.
- Cerastium vulcanicum Schltdl.
- Cerastium wilhelmianum Sklenár
- Cerastium wilsonii Takeda
- Cerastium zhiguliense Saksonov